# قلندر (هزاره)
قلندر قبیله ای از مردمان هزاره است که در افغانستان زندگی می‌کنند. در گزارش‌های کمیسیون مرزهای افغانستان در سال ۱۸۹۱، سرهنگ دوم مایتلند، یکی از اعضای مأموریت انگلیس در افغانستان، قبیله قلندر را در یک منطقه مشابه هزاره‌های جاغوری (ولایت غزنی و دره ارغنداب علیا) سکنا داد. اعتقاد بر این است که قلندر پناهندگان اواخر قرن نوزدهم از دای چوپان و ارجستان باشند. بیشتر قلندرها در کویته بلوچستان هستند. این قبیله در دو منطقه تقسیم شده‌است: جاده علمدار و شهر هزاره. در جاده علمدار رئیس قبیله بابو امید عللی است و در شهر هزاره رئیس قبیله حاجی ملا صمد می‌باشد.